# Habritella
Habritella is een geslacht van vliesvleugeligen uit de familie Pteromalidae. De wetenschappelijke naam van dit geslacht is voor het eerst geldig gepubliceerd in 1915 door Girault & Dodd.

## Soorten
Het geslacht Habritella is monotypisch en omvat slechts de volgende soort:
- Habritella graciliventris Girault & Dodd, 1915